# Totenmaske des Tutanchamun
Die Totenmaske des Tutanchamun ist eine goldene Totenmaske des altägyptischen Pharaos Tutanchamun (reg. 1334–1325 v. Chr. in der 18. Dynastie). Nachdem sie über 3000 Jahre lang begraben war, wurde sie von Howard Carter im Jahr 1925 im Grab KV62 im Tal der Könige entdeckt. Seit 1925 ist sie im Ägyptischen Museum in Kairo ausgestellt. Die Totenmaske ist eines der bekanntesten Kunstwerke der Welt und ein herausragendes Symbol des alten Ägypten.
Sie trägt das Abbild von Osiris, dem ägyptischen Totengott, ist 54 cm groß, wiegt über 10 Kilogramm und ist mit Halbedelsteinen verziert. Auf den Schultern der Maske ist ein alter Zauberspruch aus dem Ägyptischen Totenbuch in Hieroglyphen eingraviert. Die Maske musste 2015 restauriert werden, nachdem ihr 2,5 Kilogramm schwerer geflochtener Bart abgefallen und von Museumsmitarbeitern hastig wieder angeklebt worden war.
Laut dem Ägyptologen Nicholas Reeves ist die Maske „nicht nur das Inbild aus dem Grab von Tutanchamun, sondern vielleicht das bekannteste Objekt aus dem alten Ägypten selbst“. Seit 2001 haben einige Ägyptologen die These vertreten, dass die Maske ursprünglich für Königin Neferneferuaton bestimmt war.

## Entdeckung
Die Grabkammer des Tutanchamun wurde 1922 in der Nekropole von Theben im Tal der Könige gefunden und 1923 geöffnet. Es sollte noch zwei Jahre dauern, bis das Ausgrabungsteam unter der Leitung des englischen Archäologen Howard Carter den schweren Sarkophag mit Tutanchamuns Mumie öffnen konnte. Am 28. Oktober 1925 öffneten sie den innersten von drei Särgen und entdeckten die Goldmaske, die zum ersten Mal seit etwa 3250 Jahren wieder zu sehen war. Carter schrieb am 29. Oktober 1925 in sein Tagebuch:
Die Nägel wurden entfernt und der Deckel angehoben. Es wurde enthüllt – eine sehr ordentlich eingewickelte Mumie des jungen Königs mit einer goldenen Maske von traurigem, aber ruhigem Ausdruck, die Osiris symbolisiert … die Maske trägt die Attribute dieses Gottes, aber das Abbild ist das von Tutanchamun – friedlich und schön, mit den gleichen Gesichtszügen, die wir auf seinen Statuen und Särgen finden. Die Maske war leicht nach hinten gefallen, sodass ihr Blick direkt zum Himmel gerichtet war.
Im Dezember 1925 wurde die Maske aus dem Grab entfernt, in eine Kiste gelegt und 635 Kilometer weit zum Ägyptischen Museum in Kairo transportiert, wo sie im Mai 2024 öffentlich ausgestellt ist. Die Maske soll (Stand 2024) in Zukunft in das Große Ägyptische Museum im benachbarten Gizeh gebracht werden, aber ein Datum für den Umzug steht noch nicht fest.

## Beschreibung

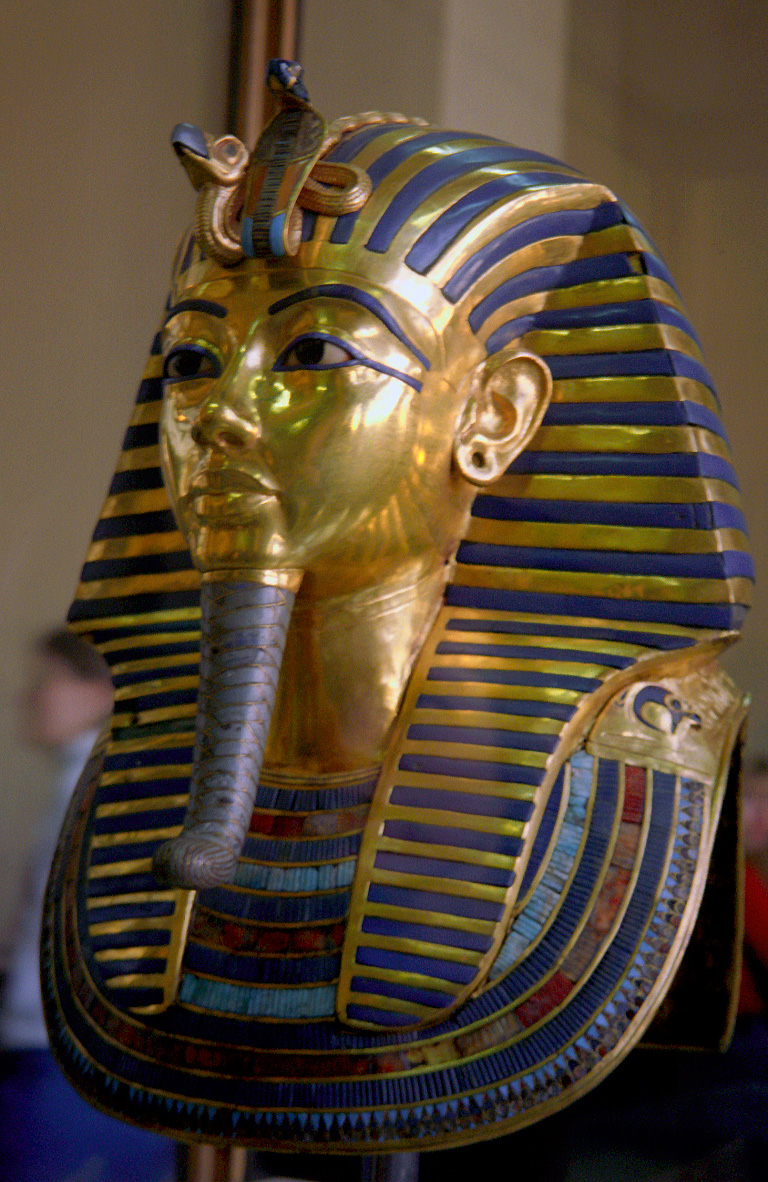
Maske seitlich, mit Bart

Die Maske ist 54 cm hoch, 39,3 cm breit und 49 cm tief. Sie besteht aus zwei Schichten hochkarätigem Gold mit einer Dicke von 1,5 bis 3 mm und einem Gewicht von 10,23 kg. Eine 2007 durchgeführte Röntgenkristallographie ergab, dass die Maske hauptsächlich aus 23-karätigem Gold besteht, das mit Kupfer legiert ist, um die Kaltumformung zu erleichtern, mit der die Maske geformt wurde. Die Oberfläche der Maske ist mit einer sehr dünnen Schicht (ca. 30 Nanometer) aus zwei verschiedenen Goldlegierungen überzogen: eine hellere 18,4-Karat-Schattierung für Gesicht und Hals und 22,5-Karat-Gold für den Rest der Maske.
Das Gesicht stellt das Standardbild des Pharaos dar, und dasselbe Bild wurde von Ausgräbern an anderer Stelle im Grab gefunden, insbesondere in den Wächterstatuen. Er trägt ein Nemes-Kopftuch, das von den königlichen Insignien der Uräusschlange für die Göttin Wadjet und der Geiergöttin Nechbet gekrönt wird, die Tutanchamuns Herrschaft über Unterägypten beziehungsweise Oberägypten symbolisieren. Die Ohrläppchen sind durchstochen, um Ohrringe zu tragen, ein Merkmal, das in fast allen erhaltenen altägyptischen Kunstwerken anscheinend Königinnen und Kindern vorbehalten war.
Die Maske ist mit farbigem Glas und Edelsteinen verziert, darunter Lapislazuli (Augenumrandung und Augenbrauen), Quarz (Augen), Obsidian (Pupillen), Karneol, Amazonit, Türkis und Fayence.

### Inschrift

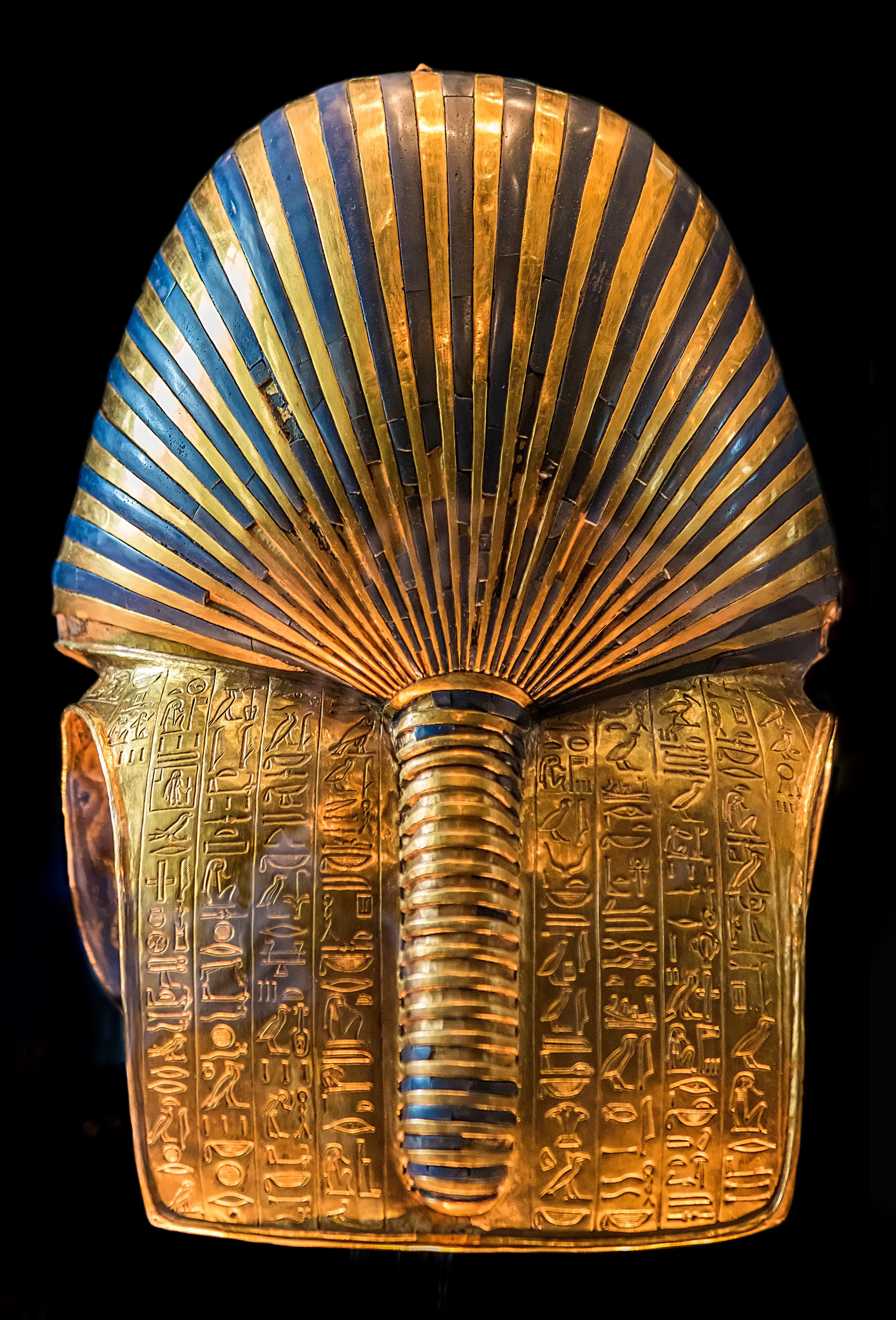
Rückseite der Maske

Auf der Rückseite und den Schultern ist ein Schutzzauberspruch mit ägyptischen Hieroglyphen in zehn vertikalen und zwei horizontalen Linien eingraviert. Der Zauberspruch tauchte erstmals 500 Jahre vor Tutanchamun auf Masken im Mittleren Reich auf und wurde in Kapitel 151 des Ägyptischen Totenbuches verwendet. Er nimmt auf Osiris und weitere altägyptische Gottheiten Bezug.
Osiris war der ägyptische Gott des Jenseits. Die alten Ägypter glaubten, dass Könige, die in der Gestalt von Osiris erhalten blieben, das Reich der Toten regieren würden. Dieser Glaube ersetzte den älteren Sonnenkult, in dem tote Könige als der Sonnengott Re wiederbelebt wurden, dessen Körper aus Gold und Lapislazuli bestand, nie vollständig. Diese Verschmelzung alter und neuer Glaubensvorstellungen führte zu einer Mischung aus Emblemen in Tutanchamuns Sarkophag und Grab.

### Bart
Als das Grab 1922 entdeckt wurde, war der 2,5 kg schwere schmale Goldbart mit blauem Glas eingelegt.
Im August 2014 fiel der Bart im Ägyptischen Museum ab, als die Maske zum Reinigen aus der Vitrine genommen wurde. Die verantwortlichen Mitarbeiter des Museums versuchten, den Bart mit schnell trocknendem Epoxidharz zu reparieren, wodurch er nicht mehr mittig saß. Der Schaden wurde im Januar 2015 bemerkt und von einem deutsch-ägyptischen Team repariert, das ihn mit Bienenwachs, einem natürlichen Material, das von den alten Ägyptern verwendet wurde, wieder anbrachte.
Im Januar 2016 wurde bekannt, dass acht Mitarbeiter des Ägyptischen Museums mit einer Geldstrafe belegt und disziplinarisch belangt wurden, weil sie wissenschaftliche und professionelle Restaurierungsmethoden ignoriert und die Maske dauerhaft beschädigt hätten. Ein ehemaliger Direktor des Museums und ein ehemaliger Restaurierungsleiter waren unter denjenigen, die sanktioniert wurden.

### Perlenkette
Obwohl sie normalerweise abgenommen wird, wenn die Maske ausgestellt wird, gehört zu ihr eine dreifache Kette aus goldenen und blauen Fayence-Scheibenperlen mit Lotusblüten-Endstücken und Uräus-Verschlüssen.

### Galerie
Die Galerie zeigt die Maske mit und ohne Perlenkette und Bart zum Zeitpunkt des Fundes 1925.

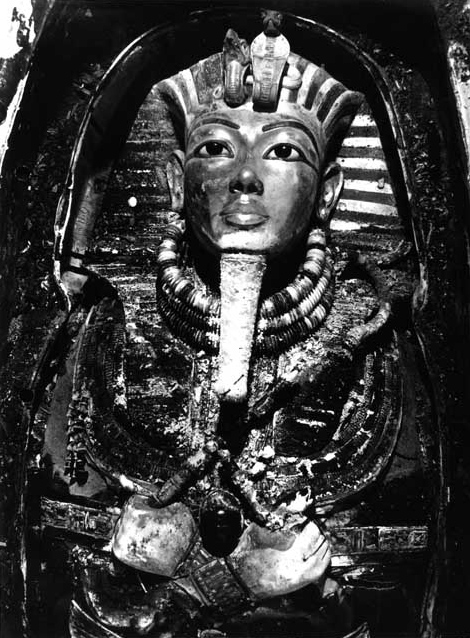
Die Goldmaske im Grab, 1925
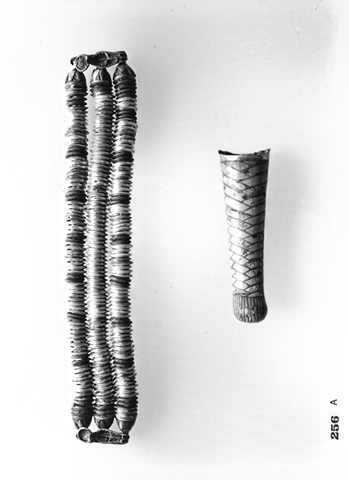
Die Perlenkette und der Bart
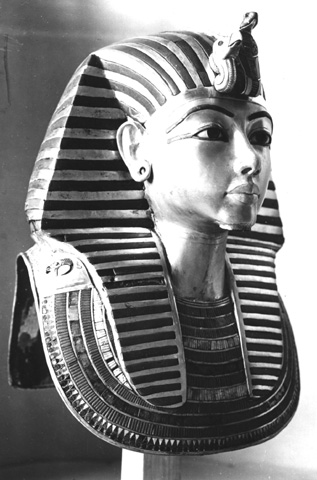
Die Maske ohne Bart

## Mögliche Veränderungen und Wiederverwendung
Es wird angenommen, dass mehrere der Gegenstände in Tutanchamuns Grab für ihn angepasst wurden, nachdem sie ursprünglich für einen von zwei Pharaonen angefertigt worden waren, deren kurze Regierungszeiten seiner vorausgingen: Neferneferuaton, bei der es sich wahrscheinlich um Nofretete handelte, und Semenchkare. Der Ägyptologe Nicholas Reeves argumentiert, dass die Maske eines dieser Objekte war. Er sagt, dass die durchstochenen Ohrläppchen darauf hindeuten, dass die Maske für eine Pharaonin bestimmt war, die Neferneferu-Aton gewesen sein soll; dass die leicht unterschiedliche Zusammensetzung der darunter liegenden Legierung des Gesichts (23,2 Karat) darauf hindeutet, dass sie unabhängig vom Rest der Maske (Legierung mit 23,5 Karat) hergestellt wurde; und dass die Kartuschen auf der Maske Anzeichen dafür aufweisen, dass der Name von Neferneferuaton in den von Tutanchamun geändert wurde. Reeves argumentiert, dass das Nemes-Kopftuch, der Kragen und die Ohren der Maske für Neferneferuaton angefertigt wurden, das Gesicht jedoch, das als separates Metallstück gefertigt wurde und mit anderen Darstellungen von Tutanchamun übereinstimmt, später hinzugefügt wurde und ein ursprüngliches Gesicht ersetzte, das Neferneferu-Aton darstellte. Christian Eckmann, ein Experte für Metallkonservierung, der die Restaurierung im Jahr 2015 durchführte, sagte jedoch, dass es keine Anzeichen dafür gibt, dass das Gesicht aus einem anderen Gold besteht als der Rest der Maske oder dass die Kartuschen verändert wurden.

## Weitere pharaonische Totenmasken

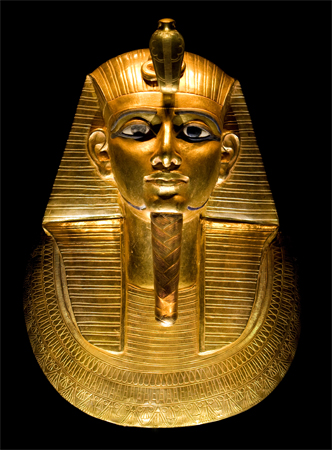
Goldmaske des Psusennes I.

Die Totenmaske des Tutanchamun ist zwar die berühmteste Totenmaske des alten Ägypten, aber es wurden auch einige weitere Totenmasken gefunden, die nicht von Grabräubern zerstört wurden. Die Totenmasken von Den, Hor I., Psusennes I., Amenemope und Schoschenq II. wurden unversehrt gefunden. Außerdem wurde die Gipsform der Totenmaske von Teti II. in seiner geplünderten Pyramide gefunden.